# Thyssengas

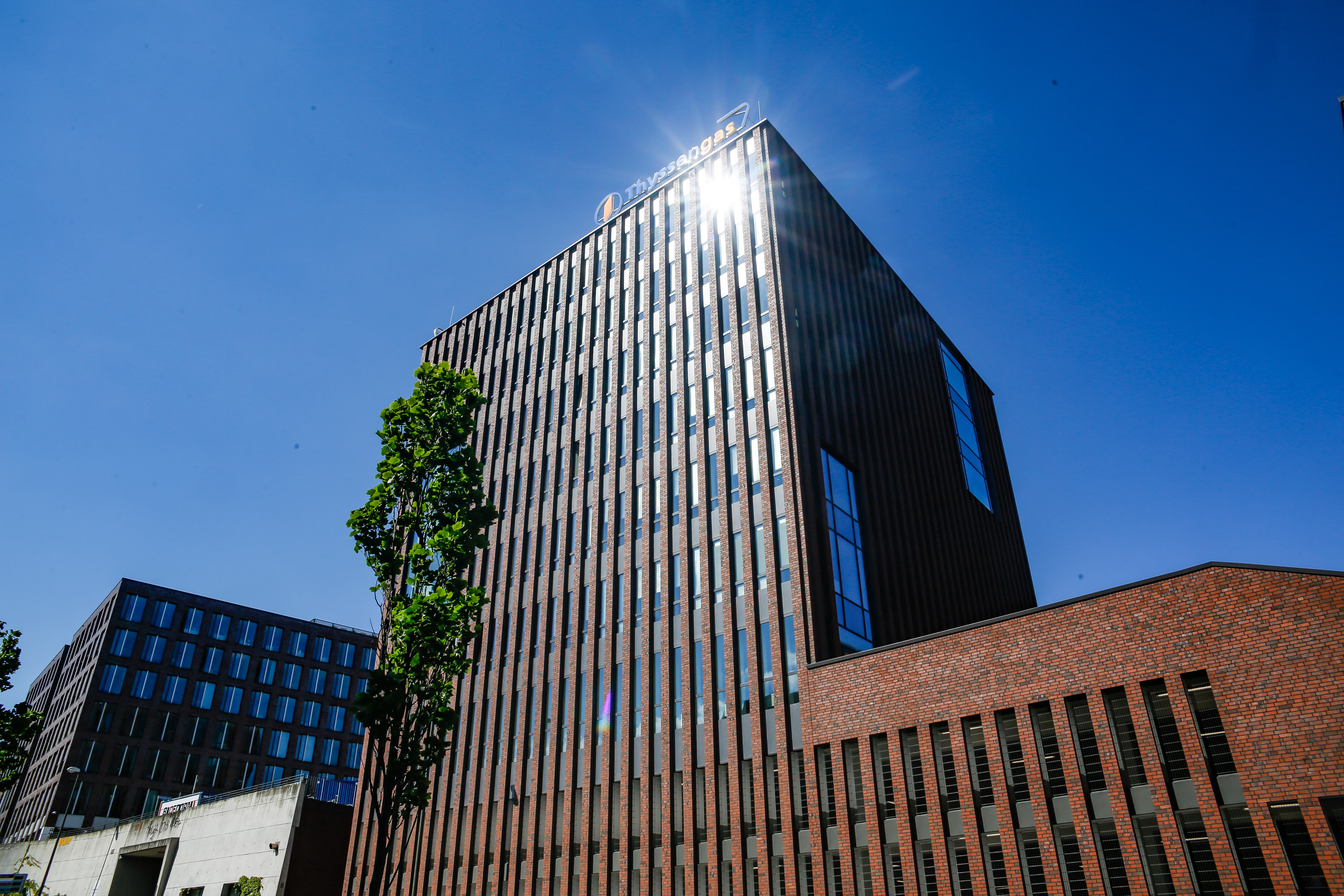
Thyssengas Hauptverwaltung in Dortmund

Die Thyssengas GmbH ist ein unabhängiger Fernleitungsnetzbetreiber (Independent Transmission Operator, ITO)  für Erdgas mit seinem Hauptsitz in Dortmund; weitere Standorte sind: Duisburg, Elsdorf, Ochtrup, Hünxe, Elten und Recklinghausen.

## Infrastruktur
Das Transportnetz hat eine Länge von rund 4.400 Kilometern, über das jährlich rund sechs Milliarden Kubikmeter Erdgas transportiert werden. Dazu kommen technische Großanlagen, wie zum Beispiel die Verdichterstation in Ochtrup und Elten. Die Infrastruktur von Thyssengas befindet sich hauptsächlich in Nordrhein-Westfalen (Nordwestdeutschland). Thyssengas ist an nationale und internationale Fernleitungsnetzbetreiber angeschlossen (Verbindungspunkte zu Belgien, den Niederlanden und der von Norwegen kommenden Nordsee-Pipeline). Darüber hinaus ist Thyssengas mit wichtigen Speicheranlagen in Deutschland verbunden.

## Geschichte

### Die „alte“ Thyssengas
Der Name Thyssengas hat eine lange Geschichte. Das ursprüngliche Unternehmen wurde Anfang 1921 durch eine Ausgliederung der Abteilung Gas- und Wasserwerke der „August-Thyssen-Hütte, Gewerkschaft“ im heutigen Duisburg-Bruckhausen gegründet und betrieb die bereits 1910 gebaute erste deutsche Ferngasleitung von Duisburg-Hamborn nach Wuppertal-Barmen. Mit der Umstellung von Kokereigaserzeugung zum Import von Erdgas entwickelte es sich ab den 1960er Jahren zu einem bedeutenden integrierten Gashandels und -transportunternehmen. 1965 schließt Thyssengas als erstes deutsches Unternehmen einen Importvertrag für Erdgas mit den Niederlanden ab. Im selben Jahr wird Thyssengas eine Aktiengesellschaft. Exxon und Shell übernehmen 50 % der Anteile. Seit 1971 liefert die Thyssengas nur noch Erdgas. 10 Jahre später erwirbt die VIAG (Vereinigte Industrieunternehmen AG) die restlichen 50 %, die 1994 von den Bayernwerke AG übernommen wurden. 1997 wurde Thyssengas schrittweise und 2003 vollständig von der RWE übernommen. Im Rahmen einer Neustrukturierung des RWE-Konzerns im Jahre 2004 wurden die Geschäfte der ehemaligen Thyssengas von der RWE Energy und deren Tochtergesellschaften übernommen. Die Thyssengas bleibt zunächst als nicht operative Eigentumsgesellschaft für wesentliche Gasinfrastrukturen erhalten.

### Neugründung und Verkäufe

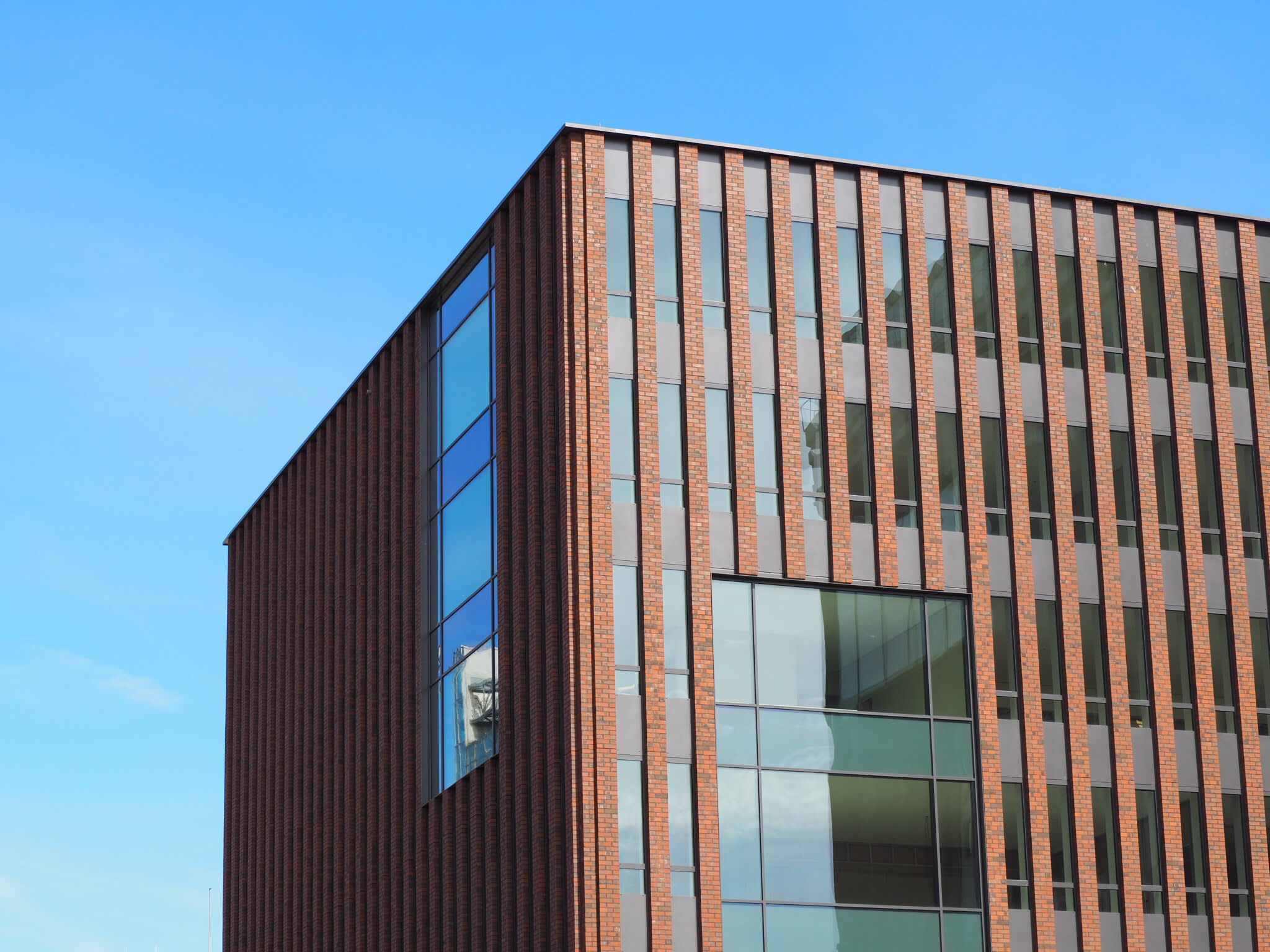
Thyssengas-Verwaltungsgebäude am Dortmunder U

Im Zuge der vom Energiewirtschaftsgesetz mandatierten Entflechtung von Netzbetreibern wurde im Januar 2004 die RWE Transportnetz Gas GmbH als Betreiber des RWE Gastransportnetzes neu gegründet.
Im April 2007 leitete die EU-Kommission ein Missbrauchsverfahren gegen RWE ein unter dem Verdacht, sie habe über RWE Transportnetz Gas den Zugang für Konkurrenten zum Erdgasmarkt erschwert. Die EU-Kommissarin für Wettbewerb Neelie Kroes kam zu der Beurteilung, dass RWE auf den Gastransportmärkten in Nordrhein-Westfalen den Markt beherrsche. Nach Androhung eines Bußgeldes in dreistelliger Millionenhöhe bot die RWE im Mai 2008 an, sein Gas-Transportnetz in Deutschland innerhalb von zwei Jahren an einen unabhängigen Dritten zu verkaufen. Nach Prüfung gab die EU-Wettbewerbsbehörde Mitte März 2009 bekannt, dass das Verfahren bei einem Verkauf des Gasübertragungsrechtes eingestellt werde.
In der Folge wurde das Unternehmen 2009 in Thyssengas GmbH umbenannt. Der Verkauf der neuen Thyssengas an zwei von Macquarie verwaltete Infrastrukturfonds wurde Anfang Dezember 2010 angekündigt und im Februar 2011 abgeschlossen. 2012 wird die Thyssengas aus dem RWE-Konzern herausgelöst und ist die erste konzernunabhängig agierende deutsche Gasnetzgesellschaft.
2016 wurde Thyssengas für rund 700 Mio. € weiterverkauft. Neuer Eigentümer wird ein Konsortium aus dem niederländischen Infrastruktur-Fonds DIF und dem französischen Energiekonzern EDF. 2021 erwarb der Infrastrukturinvestor Macquarie das Unternehmen erneut.

## Wasserstoffstrategie
Im Zuge der Energiewende und der angestrebten Dekarbonisierung des Energiesektors verfolgt die Thyssengas GmbH seit den 2020er-Jahren eine umfassende Wasserstoffstrategie. Ziel ist es, das bestehende Erdgasfernleitungsnetz auf den Transport von Wasserstoff und anderen grünen Gasen umzustellen. Das rund 4.400 Kilometer lange Leitungsnetz in Nordrhein-Westfalen und Niedersachsen ist laut Unternehmensangaben zu großen Teilen „H₂-ready“ und für die Umstellung auf den Wasserstofftransport geeignet.
Im Rahmen des bundesweiten Projekts zum Aufbau eines H₂-Kernnetzes, das bis 2032 rund 9.700 Kilometer umfassen soll (davon ca. 60 % Umstellung und 40 % Neubau), plant Thyssengas etwa 20 Einzelprojekte mit über 1.100 Kilometern Leitungsstrecke. Damit sollen Industrie und Mittelstand insbesondere in Nordrhein-Westfalen und Niedersachsen angebunden werden.
Zur Realisierung dieser Projekte wurde im Oktober 2024 die Tochtergesellschaft Thyssengas H2 GmbH gegründet. Sie ist durch die Bundesnetzagentur gemäß § 28q EnWG als regulierter Wasserstoffnetzbetreiber benannt und mit dem Aufbau eines rund 545 Kilometer langen Wasserstoffnetzes beauftragt. Weitere 503 Kilometer befinden sich in der Planungs- und Abstimmungsphase.
Technisch betrachtet bringt die Umstellung von Erdgas- auf Wasserstoffbetrieb spezifische Herausforderungen mit sich, etwa hinsichtlich Materialverträglichkeit und Dichtheit. Daher werden alle infrage kommenden Leitungen umfassend geprüft und erforderliche Anpassungen vorgenommen. Die Umstellung bestehender Leitungen gilt laut Thyssengas als wirtschaftlich und ökologisch vorteilhaft: Sie sei schneller realisierbar und verursache deutlich geringere Kosten und Eingriffe in Natur und Umwelt als ein kompletter Neubau.
Parallel zum überregionalen Ausbau des H₂-Kernnetzes entwickelt Thyssengas regionale Anschlusslösungen, sogenannte Wasserstoff-Cluster. Damit sollen mittelständische Unternehmen, Kraftwerke und kommunale Versorger Zugang zur Wasserstoffinfrastruktur erhalten. Grundlage dieser Entwicklungen sind neben Marktabfragen auch regionale Workshops und Gespräche mit Politik und Wirtschaft.